# 第23回わが心の大阪メロディー
『第23回わが心の大阪メロディー』は、2023年10月31日にNHK総合で全国に（NHKワールド・プレミアムで海外へ）生放送された音楽特別番組。会場は大阪のNHK大阪ホール。

## 概要
歌手による名曲・名演と、大阪発ならではの企画で、歌あり笑いありのエンターテインメントショーを全国に発信することがコンセプト。詳細後述。

## 司会者
- 今田耕司
- 伊原六花 （この年大阪局で制作・放送の連続テレビ小説『ブギウギ』の秋山美月役）

今田は2年連続の司会、伊原は初司会。
リポーター
- 高瀬耕造 （NHK大阪アナウンサー）

## 出演者
- 出演：NMB48、オール巨人、丘みどり、上沼恵美子、T.M.Revolution、天童よしみ、徳永ゆうき、豊原江理佳、中村美律子、なにわ男子、ファーストサマーウイカ、山田邦子
- ゲスト：趣里、水上恒司、翼和希、澤井梨丘、又野暁仁、OSK日本歌劇団、IKKO、おじゃる丸、カミヤサキ、島田珠代、せいや（霜降り明星）、ラニーノーズ

## 当日の主なステージ
- NMB48は出演史上最多40名で登場。グループ卒業を発表した渋谷凪咲の卒業曲「渚サイコー!」を含む「なぎさ卒業スペシャルメドレー」を披露。
- ファーストサマーウイカは、かつて所属したBiS時代の盟友・カミヤサキと雨の御堂筋のカバーで7年ぶりにステージ共演。
- 『ブギウギ』のヒロイン・福来スズ子の少女時代を演じた澤井梨丘が、弟・六郎役の又野暁仁と買物ブギーを披露。同番組に出演している伊原六花と翼和希、OSK日本歌劇団が「ハッピー☆ブギ～東京ブギウギ」を披露。
- 天童よしみは、放送日の直前に急逝した谷村新司の楽曲「昴」をカバー。歌唱中に谷村の在りし日の映像も流された。
- 山田邦子がやまだかつてないWinkの楽曲「さよならだけどさよならじゃない」を丘みどりとともに約30年ぶりにテレビで披露した。